# Lanet
Lanet  ist eine französische Gemeinde mit 59 Einwohnern (Stand 1. Januar 2022) im Département Aude in der Region Okzitanien. Sie gehört zum Arrondissement Narbonne und zum Kanton Les Corbières.

## Lage
Das Gemeindegebiet ist Teil des Regionalen Naturparks Corbières-Fenouillèdes.
Nachbargemeinden von Lanet sind Salza im Nordosten, Mouthoumet im Südosten, Albières im Südwesten und Montjoie im Nordwesten.

## Bevölkerungsentwicklung
| Jahr      | 1962 | 1968 | 1975 | 1982 | 1990 | 1999 | 2013 |
| Einwohner | 97   | 68   | 47   | 46   | 57   | 58   | 50   |

## Persönlichkeiten
- Olivier de Termes (um 1200–1274), Seigneur de Lanet, Erbauer der Burg